# Новокам'янка (Пологівський район)
Новока́м'янка — село в Україні, у Пологівському районі Запорізької області. Входить до складу Комиш-Зорянської селищної громади. Населення становить 154 особи.

## Географія
Село Новокам'янка розташоване на правому березі річки Грузька, вище за течією на відстані 0,5 км розташоване селище Комиш-Зоря, нижче за течією на відстані 2,5 км розташоване село Благовіщенка, на протилежному березі — село Грузьке.

## Населення

### Мова
Розподіл населення за рідною мовою за даними перепису 2001 року:
| Мова       | Кількість | Відсоток |
| ---------- | --------- | -------- |
| українська | 143       | 92.86%   |
| російська  | 10        | 6.49%    |
| румунська  | 1         | 0.65%    |
| Усього     | 154       | 100%     |

## Відомі уродженці
- Ємченко Олександр Петрович (1945—2002) — радянський та український письменник.